# 102 minuts que van canviar Amèrica
102 minuts que van canviar Amèrica (títol original en anglès: 102 Minutes that changed America) és un documental de televisió especial del canal de televisó History, que mostra els vídeos i els relats dels testimonis dels Atemptats de l'11 de setembre de 2001 contra les Torres Bessones de Nova York («World Trade Center»). Es va estrenar primerament sense finalitats comercials i va obtenir un alt índex d'audiència a la televisió.

## Generalitats
La pel·lícula es mostra totalment en temps real, sense cap edició agregada. Es poden veure els esdeveniments de Nova York utilitzant materials sense editar de periodistes i ciutadans majoritàriament aficionats així com testimonis sobre l'esdeveniment. El documental s'acompanya d'un documental de 18 minuts de durada, anomenat I-Witness to 9/11, que presenta testimonis de primera mà que van capturar les imatges de la càmera. A més es poden veure molta quantitat d'informació relatada que s'estén després de ser agregada al documental.
D'acord amb la pel·lícula, la majoria de les imatges del documental estaven en possessió del govern dels Estats Units però, anys després, van ser alliberades pel bé de la història amb una clara transmissió i visualització. El documental va atreure aproximadament a 5,2 milions d'espectadors. A+E Networks, empresa propietària del canal History, va ser la primera a transmetre les imatges com un avís publicitari l'11 de setembre de 2011 a les 8:46 a.m., l'hora exacta en el qual el vol 11 d'American Airlines es va estavellar a la torre número 1 del World Trade Center. Des de principis de la dècada de 2000 el documental es va transmetre al Regne Unit pel Canal 4, a França per France 3, al Brasil i l'Argentina pel History Channel, als Països Baixos el 9 de setembre de 2009 per SBS6 i a Alemanya el 2009 i 2010 a través de ZDF. El 7 de setembre de 2021 es va emetre per primera vegada en català, a través del programa Sense ficció del canal TV3. L'emissió per la televisió pública catalana va assolir una xifra alta d'audiència amb 345.000 espectadors i un 18,4% de quota, aconseguint així el millor registre des del 18 de maig de 2021.

## Premis i nominacions
| Any  | Premi                 | Categoria                                                 | Nominació                                                 | Resultat   | Ref.  |
| ---- | --------------------- | --------------------------------------------------------- | --------------------------------------------------------- | ---------- | ----- |
| 2009 | Premis Primetime Emmy | Millor especial no fictici                                | Greg Jacobs, Jon Siskel, Susan Werbe i Nicole Rittenmeyer | Guanyadors | [ 6 ] |
| 2009 | Premis Primetime Emmy | Millor edició de so per programa no fictici               | Seth Skundrick                                            | Guanyador  | [ 7 ] |
| 2009 | Premis Primetime Emmy | Millor barreja de so per programa no fictici              | Damon Trotta                                              | Guanyador  | [ 8 ] |
| 2009 | Premis Primetime Emmy | Millor edició d'imatge excepcional en programa no fictici | Seth Skundrick                                            | Nominat    | [ 9 ] |